# Баррон, Харольд
Харольд Баррон — американский легкоатлет. На олимпийских играх 1920 года выиграл серебряную медаль в беге на 110 метров с барьерами, показав результат 15,1.
Учился в Пенсильванском университете с 1918 по 1922 год. Чемпион США в 1917 и 1920 годах. После окончания университета работал главным тренером в Технологическом университете Джорджии.
Личный рекорд в беге на 120 ярдов — 15,0.